# Pogátsa Zoltán
Pogátsa Zoltán (Budapest, 1974. február 16. –) magyar közgazdász, szociológus, habilitált egyetemi docens, a nemzetközi politikai gazdaságtan szakértője. A Soproni Egyetem docense és a Magyar Tudományos Akadémia volt kutatója. Az ELTE jelenlegi [mikor?] és a Közép-európai Egyetem volt óraadója. Rendszeres előadó a veronai, a lipcsei és a leeuwardeni egyetemeken. A Soproni Egyetem Széchenyi István Gazdálkodás- és Szervezéstudományok Doktori Iskola programvezetője.
Doktori diplomáját a Sussexi Egyetemen szerezte, és a Corvinus Egyetem Közgazdaságtani PhD-programja fogadta be.
Rendszeresen meghívják magyar televíziós vitaműsorokba.

## Tanulmányai
1985 és 1992 között a New English School Kuwait angol gimnáziumba, illetve a budapesti József Attila Gimnáziumba (mostani nevén: Budai Ciszterci Szent Imre Gimnázium) járt.
Felsőfokú tanulmányokat az Eötvös Loránd Tudományegyetemen folytatott szociológia szakon, 1999-ben szerzett szociológus diplomát kutatói szakirányon. Tekintettel kiváló tanulmányi előmenetelére és angolnyelv-tudására 1997–98-ban kijutott TEMPUS-ösztöndíjjal az Egyesült Királyság fővárosába, Londonba, a Westminsteri Egyetemre (University of Westminster), ahol politológiát és nemzetközi kapcsolatokat tanult. Az ELTE elvégzése után 1999–2000-ben a budapesti Közép-európai Egyetemen (Central European University, CEU) MA-hallgatója lett délkelet-európai tanulmányok szakon. 2001–2003 közt a Budapesti Műszaki és Gazdaságtudományi Egyetemen MBA-mesterképzést végzett gazdasági és pénzügyi szakirányon. PhD-hallgató volt 1998–2004 közt a Sussexi Egyetemen, Brightonban, ahol 2004-ben elnyerte a PhD tudományos fokozatot, melyet itthon a Corvinus Egyetem közgazdasági PhD-iskolája fogadott be. 

## Szakmai tevékenysége
1999-től a Nyugat-magyarországi Egyetem, Lámfalussy Sándor Közgazdaságtudományi Karának oktatója, kutatója, majd egyetemi docense, közben a BME tanársegédje és kutatója 2000 és 2005 között. 
2005 és 2015 között a Magyar Tudományos Akadémia Regionális Versenyképességi Kutatócsoportjának tagja. 
Együttműködési és kutatási projektek vezetője (Magyar–Szerb Határ-menti Együttműködési Operatív Program 2007–2013, VÁTI Stratégiai Tervezési Igazgatóság, vezető tervező; Magyar–Horvát Határ-menti Együttműködési Operatív Program 2007–2013, VÁTI Stratégiai Tervezési Igazgatóság, vezető tervező; a Bolognai Egyetem Erasmus Mundus Master in Eastern European Research fakultás tagja, a Nyugat-magyarországi Egyetem Doktori Iskolájának témakiírója. Rendszeresen tanít a Közép-Európai Egyetem Üzleti Iskolájában és a Corvinus Egyetemen.
2013-ban görög állami ösztöndíjjal Athénban kutatta a görög válságot; munkája eredményeit könyvben foglalta össze.
Oktatói munkája során például az európai integráció gazdaságtana, nemzetközi politikai gazdaságtan, Közép-Európa gazdasága, EU szakpolitikák témakörökben ad elő. Kutatási területe az európai integráció, különös tekintettel a periféria országaira.
2020-tól a Tudományos Stand Up rendezvényszervező cég előadója.

## Művei
Hat könyv, számos könyvfejezet, valamint ötvennél több tudományos közlemény szerzője magyar, angol és német nyelven.
Éltanuló válságban című könyvében a rendszerváltás után sikeresnek tűnő magyar gazdaság kudarcának okait elemzi. Nézete szerint a válság fő oka az alacsony foglalkoztatás, amely az alacsony hozzáadott értékű, alacsony bérezésű multicégekre alapozott átmenet következménye. A megoldást a kelet-európai fejlesztő állam megteremtésében látja.
Álomunió című munkájában azt elemzi, hogy a kelet-európaiak mennyi illúziót tápláltak az EU-hoz való csatlakozással kapcsolatban, és ezen hiú reményeikben hogyan kellett sorra csalatkozniuk. A szokásos intézménytörténeti felsorolás helyett érdemi betekintést ad arról, hogyan is működik valójában az EU gazdasági értelemben.
Heterodox International Political Economy (Heterodox nemzetközi politikai gazdaságtan) című könyve számba veszi a 21. századi globális gazdasággal kapcsolatos nemzetközi politikai gazdaságtani megközelítéseket.
The Political Economy of the Greek Crisis (A görög válság politikai gazdaságtana) című könyvében 2013-as athéni kutatásainak eredményeit foglalja össze a görög válság kialakulásával, jellegével és várható jövőjével kapcsolatosan.

## Kötetei (válogatás)
- Regionális politika Magyarországon (Berey Katalin – Pogátsa Zoltán; Műegyetemi Kiadó, Budapest, 2002
- Europe Now: Hungary’s Preparations for the EU’s Structural and Cohesion Funds. Savaria University Press, Szombathely, 2004
- Éltanuló válságban. Sanoma, Budapest, 2007
- Álomunió – Európai piac állam nélkül. Nyitott Könyv, Budapest, 2009
- Heterodox International Political Economy. West Hungarian University Press, Sopron, 2011
- The Political Economy of the Greek Crisis (Sit Lux Academic Publishers, 2014)
- Az európai kohéziós politika gazdaságtana; szerk. Fábián Attila, Pogátsa Zoltán; Akadémiai Kiadó, Bp., 2016
- Magyarország politikai gazdaságtana. Az északi modell esélyei; Osiris Kiadó, Bp., 2016
- Katits Etelka – Pogátsa Zoltán – Zsupanekné: A nemzetgazdasági konjunktúraciklusok és vállalati életciklusok: Akadémiai Kiadó, 2017
- A globális elit; Kossuth, Bp., 2022
- Válság és infláció. A globális pénzügyi rendszer; Kossuth, Bp., 2022